# Ternos de Atiradores
Os Ternos de Atiradores de Ano Novo talvez sejam a mais antiga das tradições teuto-riograndenses, trazida, segundo o depoimento de veteranos “atiradores”, pelos primeiros imigrantes germânicos, de sua pátria de origem e permanecendo desconhecida, até hoje, de grande parte da população.
Trata-se, evidentemente, de uma tradição folclórica já modificada em relação à sua origem, devido ao processo de aculturação por que passou aqui, em terras sul-riograndenses. De um modo geral, um grupo de atiradores de ano novo nunca tem menos de 25 nem mais de 45 integrantes, contando-se entre eles, com 20 a 30 atiradores, um palhaço, um espantalho humano, um homem fantasiado de mulher, um homem negro (na falta de um homem de cor na vizinhança, disposto a participar do grupo, um branco é pintado de preto para representar a raça), os músicos (gaiteiro, tocador de marimbau, violeiro, violinista e outros executantes) - alguns grupos levam somente o gaiteiro, porque, pelas características do instrumento, é o suficiente para animar a festança -, um homem responsável pelo “spruch” (discurso em verso, em alemão ou português, conforme a ocasião) e, finalmente, mais um encarregado de levar alguns pertences do grupo.